# Ben E. King
Benjamin Earl Nelson, (Henderson, North Carolina, 28 september 1938 – Hackensack, New Jersey, 30 april 2015),  beter bekend onder zijn artiestennaam Ben E. King, was een Amerikaans soul- en popzanger en -schrijver. Hij is in Nederland en België vooral bekend van het nummer Stand by Me uit 1961, dat in 1987 in de hitlijsten stond. 
King zong eerst bij The Drifters voordat hij aan zijn solocarrière begon.
King overleed op 30 april 2015 op 76-jarige leeftijd.

## Discografie

### Albums
- Spanish Harlem (1961, Atco)
- Ben E. King Sings for Soulful Lovers (1962)
- Don't Play That Song (1962)
- Young Boy Blues (1964)
- Ben E. King's Greatest Hits (1964)
- Seven Letters (1965)
- Rough Edges (1970, Maxwell)
- The Beginning of It All (1972, Mandala)
- Supernatural (1975, Atlantic)
- I Had a Love (1976)
- Rhapsody (1976)
- Benny & Us (1977) met de Average White Band
- Let Me Live in Thy Life (1978)
- Music Trance (1979)
- His Love for Her (1980)
- Street Tough (1981)
- Save the Last Dance for Me (1987, EMI-Manhattan)
- Stand by Me: The Ultimate Collection (1987, Atlantic)
- What's Important to Me (1991, Ichiban)
- Shades of Blue (1993, Half Note)
- I Have Songs In My Pocket (1998, met Bobby Susser)
- The Very Best of Ben E. King (1998, Atlantic)
- Person to Person: Live at the Blue Note (2003, Half Note)
- I've Been Around (2006, True Life)

### Singles
- "Show Me the Way" (1960, Atco)
- "How Often" (1960, Atlantic) met Lavern Baker
- "Spanish Harlem" (1961, Atco)
- "First Taste of Love" (1961)
- "Stand by Me" (1961)
- "Amor" (1961)
- "Young Boy Blues" (1961)
- "Here Comes the Night" (1961)
- "Ecstasy" (1962)
- "Don't Play That Song (You Lied)" (1962)
- "Too Bad" (1962)
- "I'm Standing By" (1962)
- "Tell Daddy" (1962)
- "How Can I Forget" (1963)
- "I (Who Have Nothing)" (1963)
- "I Could Have Danced All Night" (1963)
- "What Now My Love" (1964)
- "That's When It Hurts" (1964)
- "What Can A Man Do" (1964)
- "It's All Over" (1964)
- "Around The Corner" (1964)
- "Seven Letters" (1965)
- "The Record (Baby I Love You)" (1965)
- "She's Gone Again" (1965)
- "Cry No More" (1965)
- "Goodnight My Love" (1965)
- "So Much Love" (1966)
- "Get In a Hurry" (1966)
- "I Swear By Stars Above" (1966)
- "They Don't Give Medals to Yesterday's Heroes" (1966)
- "What Is Soul?" (1966)
- "A Man Without a Dream (1967)
- "Tears, Tears, Tears" (1967)
- "Katherine" (1967)
- "Don't Take Your Sweet Love Away" (1967)
- "We Got a Thing Goin' On" (1968) met Dee Dee Sharp
- "Don't Take Your Love from Me" (1968)
- "Where's the Girl" (1968)
- "It Ain't Fair" (1968)
- "Til' I Can't Take It Anymore"
- "Hey Little One" (1969)
- "I Can't Take It Like a Man" (1970, Maxwell)
- "Take Me to the Pilot" (1972, Mandala)
- "Into the Mystic" (1972)
- "Spread Myself Around" (1973)
- "Supernatural Thing Pt. 1" (1975, Atlantic)
- "Do It in the Name of Love" (1975)
- "We Got Love" (1975)
- "I Had a Love" (1975)
- "I Betcha you Didn't Know" (1976)
- "Get It Up" (1977) met de Average White Band
- "A Star in the Ghetto" (1977) met de Average White Band
- "Fool for You Anyway" (1977) met de Average White Band
- "I See the Light" (1978)
- "Fly Away to My Wonderland" (1978)
- "Music Trance" (1979)
- "Street Tough" (1981)
- "You Made the Difference in My Life" (1981)
- "Stand by Me [re-issue]" (1986)
- "Spanish Harlem [re-issue]" (1987)
- "Save the Last Dance for Me [re-recorded]" (1987, EMI-Manhattan)
- "What's Important to Me" (1991, Ichiban)
- "You've Got All of Me" (1992)
- "You Still Move Me" (1992)
- "4th of July" (1997, Right Stuff)

### NPO Radio 2 Top 2000
| Nummer met noteringen in de NPO Radio 2 Top 2000 | '99 | '00 | '01 | '02 | '03  | '04 | '05 | '06 | '07 | '08 | '09  | '10  | '11 | '12  | '13 | '14  | '15 | '16 | '17 | '18 | '19 | '20 | '21 | '22  | '23  | '24  |
| ------------------------------------------------ | --- | --- | --- | --- | ---- | --- | --- | --- | --- | --- | ---- | ---- | --- | ---- | --- | ---- | --- | --- | --- | --- | --- | --- | --- | ---- | ---- | ---- |
| Stand by Me                                      | 320 | 620 | 538 | 962 | 1229 | 710 | 852 | 953 | 622 | 768 | 1218 | 1125 | 872 | 1173 | 982 | 1043 | 689 | 793 | 816 | 669 | 856 | 901 | 973 | 1083 | 1132 | 1200 |

1. ↑  Een vetgedrukt getal geeft de hoogste notering aan.

- Biblioteca Nacional de España: XX1342172
- Bibliothèque nationale de France: cb13895994p (data)
- Gemeinsame Normdatei: 134426479
- International Standard Name Identifier: 0000 0003 6852 329X
- Library of Congress Control Number: n91049890
- Nationale Bibliotheek van Letland: 000079601
- MusicBrainz: 837555ba-012e-45f1-9a9c-9628da13ee54
- Nationale Bibliotheek van Tsjechië: xx0109197
- Nationale Bibliotheek van Israël: 987007421337405171
- Nationale Bibliotheek van Polen: a0000003531364
- Nederlandse Thesaurus van Auteursnamen: 073203289
- SNAC: w6kd486r
- Système universitaire de documentation: 185299601
- Virtual International Authority File: 103623284
- WorldCat: E39PBJwdbkKHhJX9G8mCfqhvHC